# RanXerox
RanXerox o Ranx es el protagonista de una corta serie de historietas de cómic underground creado en 1978 por el guionista Stefano Tamburini, con dibujos de Andrea Pazienza, primero, y, después, de Tanino Liberatore, artistas italianos los tres. Se considera RanXerox como uno de los primeros ejemplos de cyberpunk. El personaje principal es un androide violento, un antihéroe.
Su creador lo bautizó Rank Xerox, como la marca de fotocopiadoras con cuyas piezas lo ideó, y así aparece nombrado en la primera historieta, dibujada por Andrea Pazienza, pero los representantes de la marca le dirigieron una carta en la que le instaron a dejar de usarla sin autorización, y le amenazaron con ponerle una demanda. Tamburini eliminó la letra «k» y unió las dos palabras, y quedó RanXerox como su nombre definitivo. 

## Publicaciones
Rank Xerox apareció en 1978 en la revista Cannibale, dibujado en esa primera y única ocasión por Andrea Pazienza, en blanco y negro.  Las siguientes historietas, ya con su nombre definitivo, y dibujado por Tanino Liberatore a color,  aparecieron, primero en 1979 en Il Male y después en la revista Frigidaire. Fue traducido y editado en otras lenguas. En España sus episodios fueron publicados por la revista "El Víbora" a partir de su número 15, de 1980. Posteriormente la misma revista publicó las tres historietas completas en forma de álbumes.

## Personajes
RanXerox es un cyborg amoral y poseedor de una fuerza, agilidad, y velocidad que lo transforman en una suerte de superhombre simiesco y salvaje.
Lubna, la novia de RanXerox, es una preadolescente tan amoral como el cyborg. Adicta a diversas drogas, a sus 12 años su experiencia y actividades son las propias de un adulto, como el resto de los personajes infantiles de la historia. Esta ausencia de inocencia en los personajes infantiles de esta historieta que transcurre en un hipotético futuro no tan lejano, es equiparable a la situación de los niños durante la época de Cruzada de los niños.
La nube de personajes de esta historieta es grande, y rica en personajes amorales y al borde de la desesperación.

## Legado y homenajes
En la portada del álbum The Man From Utopia del músico Frank Zappa este aparece dibujado al estilo RanXerox, por el propio Liberatore.